# Stylianos Pattakos
Stylianos Pattakos, grčki: Στυλιανός Παττακός, (Agia Paraskevi, 8. studenog 1912. – Atena, 8. rujna 2016.), grčki vojnik i vođa puča izvršenog 21. travnja 1967. godine.
Rodio se u malom selu na otoku Kreti. Pohađao je Helensku vojnu akademiju. Postao je časnik i vodio borbe u Drugom svjetskom ratu. Kasnije, nakon rata, dosegao je vojni čin brigadira. Na poluotoku Atici upoznao je pukovnika Georgiosa Papadoupolosa i drugog brigadira Nikolaosa Makerezosa s kojima je isplanirao i proveo puč, rekavši da ih je na taj čin natjerala politička anomalija. Za svoj trud, Pattakos je nagrađen ministarstvom unutarnjih poslova. Kako je bio dio hunte, jedna od najpoznatijih njegovih žrtava je glumica Melina Mercouri kojoj je oduzeo državljanstvo.
Jedan od petorice pučista, krajnje desni general Dimitrios Ioannides je svrgnuo Papadoupolosa i Pattakos se našao marginaliziran. Nakon pada hunte, suđeno mu je te je osuđen na smrt, ali mu je kasnije kazna smanjena na doživotni zatvor. U zatvoru je proveo 15 godina. Pušten je 1990. zbog zdravstvenih razloga. Poživio je još 26 godina.